# فل (راینلاند-فالتس)
فل (به آلمانی: Fell) یک شهر در آلمان است که در تریر-زاربورگ واقع شده‌است. فل ۲٬۴۱۹ نفر جمعیت دارد.